# Copa Intercontinental de Futsal 2012
A Copa Intercontinental de Futsal 2012, também conhecida como Mundial de Clubes de Futsal 2012, foi a 13ª edição do troféu e a 7ª edição, desde que a competição foi reconhecida oficialmente pela FIFA. Todos os jogos foram disputados na cidade de Carlos Barbosa, Rio Grande do Sul, Brasil. A competição foi realizada de 28 de junho a 30 de junho de 2012.
A campeã foi a equipe da casa o Associação Carlos Barbosa de Futsal, interrompendo a sequencia dos 5 títulos anteriores do Inter Movistar da Espanha e chegando a sua terceira conquista no total.

## Regulamento
As quatro equipes forma um grupo único e disputam a competição todos contra todos, em sistema de pontos corrido. A seleção que obtiver o maior número de pontos ganhos ao final da competição, será declarada a campeã.

## Participantes
| Seleção        | Confederação | Qualificação                                      | Última participação |
| -------------- | ------------ | ------------------------------------------------- | ------------------- |
| Inter Movistar | UEFA         | Campeão da Copa Intercontinental de Futsal 2011   | 2011                |
| Montesilvano   | UEFA         | Campeão da UEFA Futsal Cup 2010-11                | Estreante           |
| Carlos Barbosa | CONMEBOL     | Campeão da Copa Libertadores 2011                 | 2011                |
| Boca Juniors   | CONMEBOL     | Convidaddo após a desistência das equipes da Ásia |                     |

## Jogos
| 28 de junho | Carlos Barbosa                                         | 4 – 1 (3–0) | Boca Juniors          | Ginásio da ACBF, Carlos Barbosa                 |
| 19:15 UTC-3 | Flávio 1', 8'10’' · Jonathan 16'13’' · Rodrigo 39'27’' |             | 23'44’' Gaston Farina | Árbitro: URU Daniel Rodriguez URU Fernando Rios |

| 28 de junho | Inter Movistar                                               | 5 – 2 (2–0) | Montesilvano                        | Ginásio da ACBF, Carlos Barbosa                            |
| 21:00 UTC-3 | Eka 1'20’', 37'41’', 39'35’' · Hugo 12'19’' · Lucuix 38'58’' |             | 24'13’' Genário · 24'54’' Cuzzolino | Árbitro: BRA Sandro Stein Brechane BRA Michel Jean Bonnaud |

| 29 de junho | Carlos Barbosa                                               | 4 – 1 (0–1) | Montesilvano    | Ginásio da ACBF, Carlos Barbosa           |
| 18:30 UTC-3 | Rodrigo 2'39’', 23'23’' · Sinoê 32'16’' · Thiaguinho 37'03’' |             | 32'46’' Borruto | Árbitro: PAR Óscar Ortiz PAR Marcelo Bais |

| 29 de junho | Inter Movistar                                                                 | 5 – 0 (3–0) | Boca Juniors | Ginásio da ACBF, Carlos Barbosa                 |
| 20:30 UTC-3 | Ortiz 4'25’' · Bateria 6'32’' · Genário 15'05’' · Betão 31'33’' · Hugo 33'09’' |             |              | Árbitro: URU Daniel Rodriguez URU Fernando Rios |

| 30 de junho | Boca Juniors     | 1 – 0 (0–0) | Montesilvano | Ginásio da ACBF, Carlos Barbosa |
| 19:00 UTC-3 | Taffarel 29'38’' |             |              |                                 |

| 30 de junho | Carlos Barbosa                                               | 4 – 1 (3–1) | Inter Movistar | Ginásio da ACBF, Carlos Barbosa |
| 21:00 UTC-3 | Thiaguinho 1'46’' · Rodrigo 2'24’', 30'45’' · Poletto 6'40’' |             | 13'33’' Ortiz  |                                 |

## Classificação final
|    | Seleção        | PG | J | V | E | D | GP | GC | SG |
| -- | -------------- | -- | - | - | - | - | -- | -- | -- |
| 1º | Carlos Barbosa | 9  | 3 | 3 | 0 | 0 | 12 | 3  | +7 |
| 2º | Inter Movistar | 6  | 3 | 2 | 0 | 1 | 11 | 6  | +5 |
| 3º | Boca Juniors   | 3  | 3 | 1 | 0 | 2 | 2  | 9  | -7 |
| 4º | Montesilvano   | 0  | 3 | 0 | 0 | 3 | 3  | 10 | -7 |

## Premiação
| Copa Intercontinental de Futsal 2012 |
| ------------------------------------ |
| Carlos Barbosa Terceiro Título       |